# Каєтанівка
Каєтанівка, Вербівка — річка в Україні, у Катеринопільському районі Черкаської області. Ліва притока Гнилого Тікичу (басейн Південного Бугу).

## Опис
Довжина річки 22  км, похил річки — 2,6 м/км. Формується з багатьох безіменних струмків та водойм. Площа басейну 219 км².

## Розташування
Каєтанівка бере початок з водойми в селі Киселівка. Тече на південний захід в межах сіл Вікнине, Кайтанівки та Вербовець. На околиці села Бродецьке впадає у річку Гнилий Тікич, ліву притоку Тікичу.

## Притоки
- Річка без назви - ліва притока. Бере початок на північно-зхідній стороні від села Соболівки. Тече переважно на північний захід через село Ступичне та урочище Жиишків Яр і на південній околиці села Вікнине впадає у Каєтанівку.[3]
- Річка без назви - ліва притока. Бере початок у селі Ромейково. Тече переважно на північний захід через село Гончариху і у селі Бродецьке впадає у річку Каєтанівку. [4]